# Cinzia Monreale
Cinzia Monreale, all'anagrafe Cinzia Moscone (Genova, 22 giugno 1957), è un'attrice italiana.

## Biografia
Figlia di una cantante lirica, debuttò nel cinema a 18 anni nel film Quel movimento che mi piace tanto di Franco Rossetti.
Diventa nota negli anni ottanta, in particolare per la sua partecipazione al film Piedone d'Egitto. Prese poi parte al film horror ...e tu vivrai nel terrore! - L'aldilà di Lucio Fulci e Buio Omega di Joe D'Amato in cui interpreta un doppio ruolo.
In seguito ha interpretato alcune fiction televisive come Turbo, Un posto al sole e la soap opera Incantesimo, nella quale interpreta il ruolo di Sonia Solari. È tornata al cinema con Un uomo perbene di Maurizio Zaccaro, La sindrome di Stendhal di Dario Argento e Quando una donna non dorme di Nino Bizzarri.

## Filmografia

### Cinema

Cinzia Monreale nel film Quel movimento che mi piace tanto (1976)

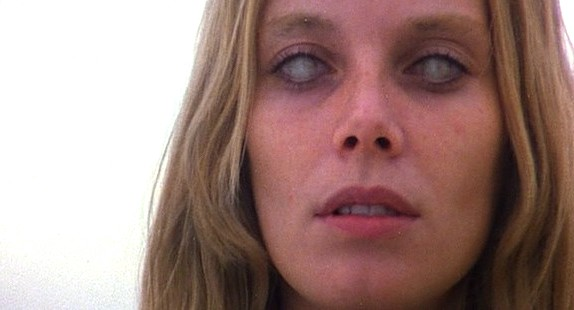
Cinzia Monreale nel film ...e tu vivrai nel terrore! - L'aldilà (1981)

- Son tornate a fiorire le rose, regia di Vittorio Sindoni (1975)
- Quel movimento che mi piace tanto, regia di Franco Rossetti (1976)
- Perdutamente tuo... mi firmo Macaluso Carmelo fu Giuseppe, regia di Vittorio Sindoni (1976)
- Per amore di Cesarina, regia di Vittorio Sindoni (1976)
- Sella d'argento, regia di Lucio Fulci (1978)
- Bermude: la fossa maledetta, regia di Tonino Ricci (1978)
- Buio Omega, regia di Joe D'Amato (1979)
- Piedone d'Egitto, regia di Steno (1980)
- ...e tu vivrai nel terrore! - L'aldilà, regia di Lucio Fulci (1981)
- I guerrieri dell'anno 2072, regia di Lucio Fulci (1984)
- Sotto il ristorante cinese, regia di Bruno Bozzetto (1986)
- Ritorno dalla morte - Frankenstein 2000, regia di David Hills (1992)
- Dov'era lei a quell'ora?, regia di Antonio Maria Magro (1992)
- Diario di un vizio, regia di Marco Ferreri (1993)
- Nel continente nero, regia di Marco Risi (1993)
- Kreola, regia di Antonio Bonifacio (1993)
- La sindrome di Stendhal, regia di Dario Argento (1996)
- Festival, regia di Pupi Avati (1996)
- Il popolo degli uccelli, regia di Rocco Cesareo (1999)
- La donna del delitto, regia di Corrado Colombo (2000)
- Quando una donna non dorme, regia di Nino Bizzarri (2000)
- L'accertamento, regia di Lucio Lunerti (2001)
- Mario Schifano Tutto, regia di Luca Ronchi (2001)
- Ultimo stadio, regia di Ivano De Matteo (2002)
- Ilaria Alpi - Il più crudele dei giorni, regia di Ferdinando Vicentini Orgnani (2003)
- Kill Gil, volume 1, regia di Gil Rossellini (2005)
- Kill Gil, volume 2, regia di Gil Rossellini (2006)
- La festa, regia di Simone Scafidi (2013)
- Dark Signal, regia di Edward Evers-Swindell (2016)
- L'incredibile storia della signora del terzo piano, regia di Isabel Russinova e Rodolfo Martinelli (2017)
- Everybloody's End, regia di Claudio Lattanzi (2019)

### Televisione
- La dolce casa degli orrori, regia di Lucio Fulci – film TV (1989)
- Casa Vianello – serie TV, episodio 4x13 (1993)
- Caro maestro – serie TV (1995-1996)
- Mamma per caso, regia di Sergio Martino – miniserie TV, 1 puntata (1997)
- I.A.S. - Investigatore allo sbaraglio, regia di Giorgio Molteni – film TV (1999)
- Commesse – serie TV, un episodio (1999)
- Turbo – serie TV (1999-2000)
- La casa dell'angelo (2002)
- Madre come te (2004)
- Don Matteo – serie TV, episodio 6x20 (2008)
- Incantesimo – serial TV, 40 episodi (2008)
- Rex – serie TV, 3 episodi (2009)
- Distretto di Polizia – serie TV, episodio 9x06 (2009)
- Nebbie e delitti – serie TV (2009)
- La mia casa è piena di specchi, regia di Vittorio Sindoni – miniserie TV (2010)
- Cugino & cugino – serie TV (2011)